# Iron Man (singel)
Iron Man – utwór nagrany przez brytyjski zespół heavymetalowy Black Sabbath. Piosenka pojawiła się na albumie Paranoid, wydanym w roku 1970. Później znalazła się ona także na kompilacji We Sold Our Soul for Rock ’n’ Roll.

## Tekst i nagranie
Oryginalnie utwór miał się nazywać „Iron Bloke”, a nazwę wymyślił wokalista Ozzy Osbourne. Słuchając głównego riffu pierwszy raz, Osbourne określił go jako „wielki chodzący kloc z żelaza”. Tytuł później zmieniono na „Iron Man”, a Geezer Butler dopisał słowa do podkładu.
Chociaż tytuł przypomina nazwę superbohatera komiksów Marvela, to nie ma on żadnego związku z postacią Iron Mana, który został stworzony siedem lat przed powstaniem utworu Black Sabbath. Mimo to w 2008 r. piosenka znalazła się na ścieżce dźwiękowej filmu Iron Man.

## Popularność
Był to drugi singiel wydany w USA, jednak w rodzimej Anglii utwór nie został wydany na małej płycie. Choć był bardzo rzadko odtwarzany w stacjach radiowych, to sprzedaż była wystarczająca, by znalazł się w notowaniach.
Polską wersję utworu nagrał zespół Piersi, znalazła się ona na debiutanckim albumie pt. Piersi wydanym w 1992 roku.
Nowa wersja utworu została dołączona do albumu Reunion (1998) i otrzymała w 2000 roku Grammy za najlepszy występ metalowy. Black Sabbath otrzymał ponownie nagrodę w roku 2014 za utwór „God Is Dead?”.
W filmie Szkoła rocka pierwszy riff jaki uczy Dewey (Jack Black) Zacka (Joey Gaydos Jr.) to właśnie riff z „Iron Man”.
W 2007 Nissan użył go w reklamie swoich Pick-upów.

## Nagrody i notowania
- W 2000 roku, po ponad 30 latach od pierwotnego nagrania, utwór został nagrodzony Grammy.
- Singel uplasował się na 317. miejscu w rankingu 500 utworów wszech czasów prowadzonego przez magazyn Rolling Stone[2].
- Iron Man był pierwszy na liście VH1 40 Najlepszych Utworów Metalowych w roku 2006.[3]
- Dostała się także na 52 miejsce w 1972 roku w The Billboard 100.[4]

## Twórcy
- Ozzy Osbourne – wokal
- Tony Iommi – gitara prowadząca
- Geezer Butler – gitara basowa
- Bill Ward – perkusja